# Castillo de Canena

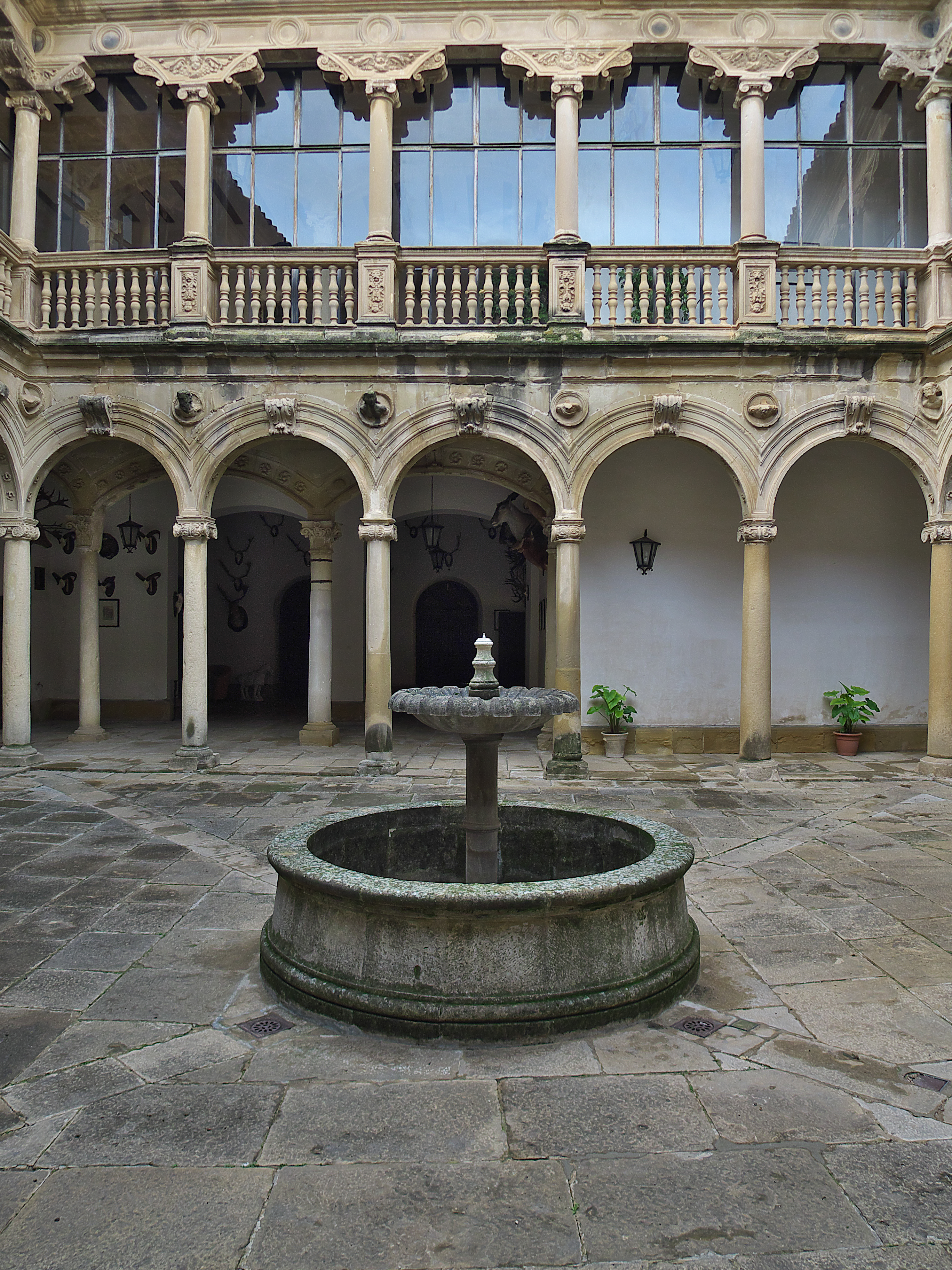
Patio de estilo renacentista, trazado por Andrés de Vandelvira.

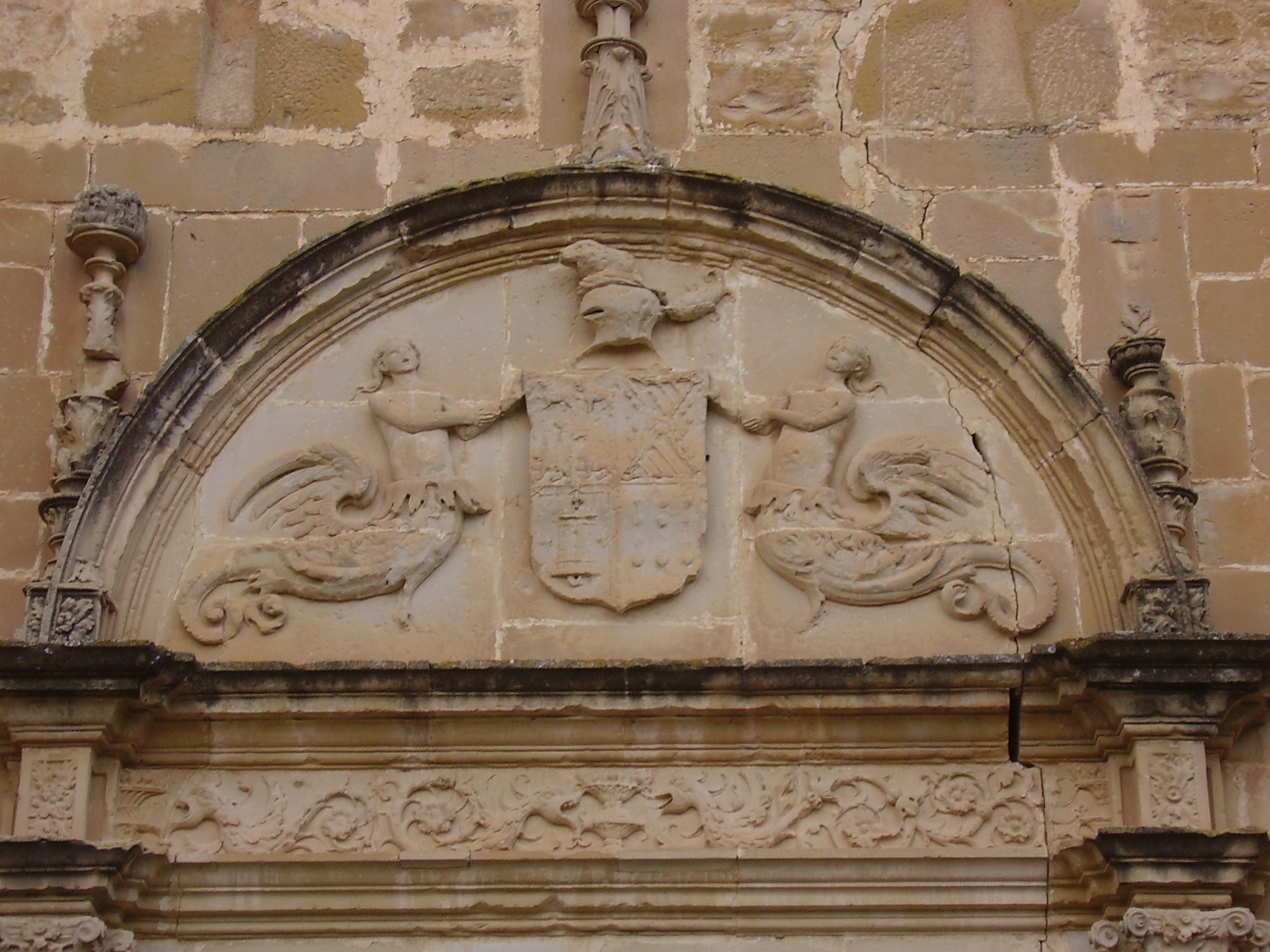
Heráldica del castillo.

El castillo-palacio de Canena (Provincia de Jaén, España), es un edificio de estilo renacentista construido en el siglo XVI obra del arquitecto renacentista español Andrés de Vandelvira (1509 - ca. 1575). Perteneció a Francisco de los Cobos y fue citado por el Marqués de Santillana en una de sus serranillas.

## Descripción
El edificio que fue tal como puede contemplarse, es del siglo XVII. Tiene un soberbio patio interior cuyo segundo piso se presenta con una balaustrada con columnas y capiteles jónicos sobre los que descansan unas bellas zapatas. En el siglo XXI este edificio es propiedad privada, pero el visitante puede verlo pidiendo permiso a los propietarios, o informándose en el ayuntamiento.
En el año 1538 Francisco de los Cobos, secretario de Carlos I y mecenas destacado del renacimiento en el municipio andaluz de Úbeda y su comarca, compra la villa de Canena. La localidad entra a formar parte de un extenso Señorío, que tras su muerte, fue regentado por su esposa y descendientes, los marqueses de Camarasa. En Canena, este gran mecenas, legó una de sus mayores empresas constructivas, la transformación del castillo en un suntuoso palacio, cuya traza y dirección de obras recayeron en Andrés de Vandelvira.
El castillo de Canena, de excelente fábrica, es de planta cuadrangular, posee dos grandes torres circulares que protegen los ángulos de la fachada principal y otras dos, de menor envergadura, en la parte opuesta, y la torre del homenaje, en el interior del inmueble. Antaño se encontraba rodeado por un foso, hoy cegado, provisto de un puente levadizo.
La portada abre con arco de medio punto, flanqueado por pilastras corintias sobre plintos, con entablamento de friso decorado con grotescos y cornisa sobre el que apoya un arco de medio punto que acoge, en su tímpano, los escudos de los fundadores, y a sus lados fantásticas figuras de tenantes. Se remata con tres flameros y se conservan las ranuras para levantar el antiguo puente levadizo.
El patio interior, de buen gusto renacentista, cuenta con doble galería y escalera claustral. La inferior es de arco de medio punto moldurado con la clave resaltada, e intradós con rosetones, presentando tondos con cabezas salientes en las enjutas. La galería superior presenta la peculiaridad de grandes zapatas sobre las columnas que apoyan en plintos decorados con motivos militares y la bordea una barandilla de balaustres.
El castillo-palacio de Canena está declarado Bien de Interés Cultural, destacando por ser uno de los más importantes de Andalucía y edificio más emblemático del municipio. Aunque en el siglo XVI la arquitectura militar de la comarca ya había perdido su sentido, esta fortaleza, anterior al siglo XIII, se levanta como palacio. El Castillo de Canena fue declarado Monumento Nacional en 1931. Actualmente en manos privadas, da nombre a la empresa familiar dueña del mismo, Aceite de Oliva Castillo de Canena.